# Fred Wolcott
Pour les articles homonymes, voir Wolcott.
Fred Wolcott (né le 28 novembre 1915 et mort en 1972) est un athlète américain, spécialiste du 110 mètres haies.

## Carrière
Étudiant à l'université Rice, à Houston, Fred Wolcott remporte cinq titres de champion NCAA entre 1938 et 1940 (2 sur 120 yards haies et trois sur 220 yards haies). Surnommé « Texas Tornado », il domine les épreuves nationales en s'adjugeant sept titres aux Championnats de l'Amateur Athletic Union (3 sur 110 m haies et 4 sur 200 m haies). Il ne subit que deux défaites entre 1938 et 1941.
Le 29 juin 1941, à Philadelphie, à l'occasion de son troisième titre AAU sur la distance, l'Américain égale en 13 s 7 le record du monde du 110 m haies détenu depuis 1936 par son compatriote Forrest Towns.
Il est élu au Temple de la renommée de l'athlétisme des États-Unis en 1981.

### Palmarès
- Championnats des États-Unis d'athlétisme :
  - 110 m haies : vainqueur en 1938, 1940 et 1941
  - 200 m haies : vainqueur en 1938, 1939, 1940 et 1941

- Championnats NCAA : 
  - 120 yards haies : vainqueur en 1938 et 1939
  - 220 yards haies : vainqueur en 1938, 1939 et 1940

### Records
| Épreuve     | Performance | Lieu         | Date         |
| ----------- | ----------- | ------------ | ------------ |
| 110 m haies | 13 s 7      | Philadelphie | 29 juin 1941 |